# Ab executione
Ab executione (łac. od wykonania) – dawny termin prawniczy. Oznaczał sprzeczną z prawem praktykę wykonywania domniemanego wyroku, przed jego prawomocnym ogłoszeniem.